# Kellen Damico
Kellen Damico (* 16. März 1989 in Torrance, Kalifornien) ist ein ehemaliger US-amerikanischer Tennisspieler. Er gewann 2006 die Juniorenausgabe von Wimbledon im Doppel.

## Karriere
Damico spielte bis 2007 auf der ITF Junior Tour. Sein bestes Ergebnis bei Grand-Slam-Turnieren war im Einzel das Halbfinale bei den French Open, wo er Uladsimir Waltschkou unterlag. Seine größten Erfolge erlangte er im Doppel. 2006 stand er im Finale der Australian Open und gewann den Titel in Wimbledon (jeweils mit Nathaniel Schnugg). 2007 gewann er ein weiteres Turnier der höchsten Kategorie in Casablanca und verlor mit seinem Partner in diesem Jahr Jonathan Eysseric im Finale der French Open. In der Jugend-Rangliste erreichte er mit Rang 5 seine höchste Notierung zu Beginn von 2007. Mitte 2007 beendete er seine Juniorenkarriere.
Bei den Profis spielte Schnugg von 2006 bis 2007 einige Turniere auf der drittklassigen ITF Future Tour. Im Einzel und Doppel kam er bei keinem Turnier über die zweite Runde hinaus. Mit Nathaniel Schnuggzusammen erhielt er eine Wildcard für die Doppelkonkurrenz der US Open. Sie unterlagen zum Auftakt David Ferrer und Fernando Vicente. Selbiges passierte ein Jahr später, als sie mit einer Wildcard startend gegen Jonas Björkman und Maks Mirny verloren. In der Weltrangliste zog er weder im Einzel noch im Doppel in die Top 1000 ein. 2011 spielte er nach vier Jahren Pause sein letztes Profiturnier.
2007 begann Schnugg ein Studium an der University of Texas at Austin. Er war dort auch im College Tennis aktiv. 2011 machte er seinen Abschluss. Danach arbeitete er im Wirtschaftsbereich.